# Kalina Davidova
Kalina Davidova (Viburnum davidii) je stálezelený keř s kožovitými listy, pocházející z Číny. V Česku je poměrně zřídka pěstována v teplejších oblastech jako okrasná dřevina.

## Popis
Kalina Davidova je stálezelený, hustě větvený, nízký keř dosahující obvykle výšky do 1 metru. Kůra je šedohnědá. Listy jsou vstřícné, bez palistů, tuhé a kožovité, na líci lesklé a zřetelně svraskalé, na rubu s vyniklou žilnatinou a žlutavými chlupy v paždí žilek. Mladé listy jsou nafialovělé. Řapík je tlustý, lysý, asi 1 až 2,5 cm dlouhý. Čepel listů je obvejčitá, eliptická nebo oválná, zašpičatělá, celokrajná nebo v horní polovině s několika nepravidelnými zuby. Báze čepele je široce klínovitá až zaoblená. Žilnatina je triplinervní, se třemi hlavními žilkami jdoucími od báze k vrcholu listu a propojenými tenkými vedlejšími žilkami.
Květy jsou nevonné, matně bělavé, v koncovém, hustém, 4 až 6 cm širokém vrcholíku připomínajícím okolík. Koruna je asi 5 mm široká, s velmi krátkou korunní trubkou. Tyčinky jsou přirostlé u báze korunní trubky, s krátkými nitkami. Čnělka téměř dosahuje délky kališních cípů. Kvete v červnu. Plody jsou jasně a sytě modré, asi 6 mm dlouhé.
Kalina Davidova je horský druh, přirozeně rostoucí v západním Sečuánu v západní Číně v nadmořské výšce 1800 až 2400 m.

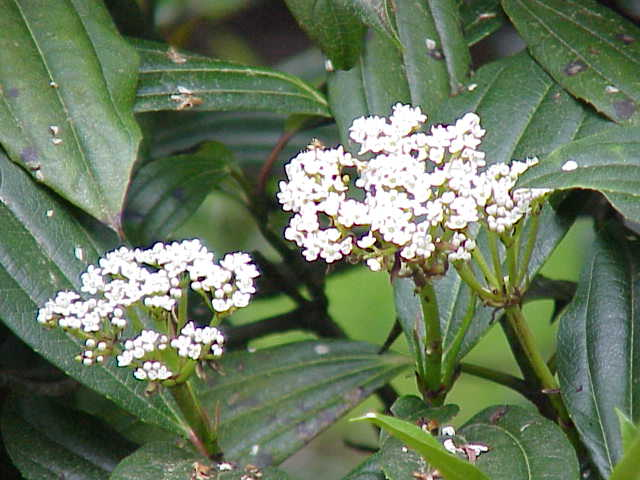
Květenství kaliny Davidovy
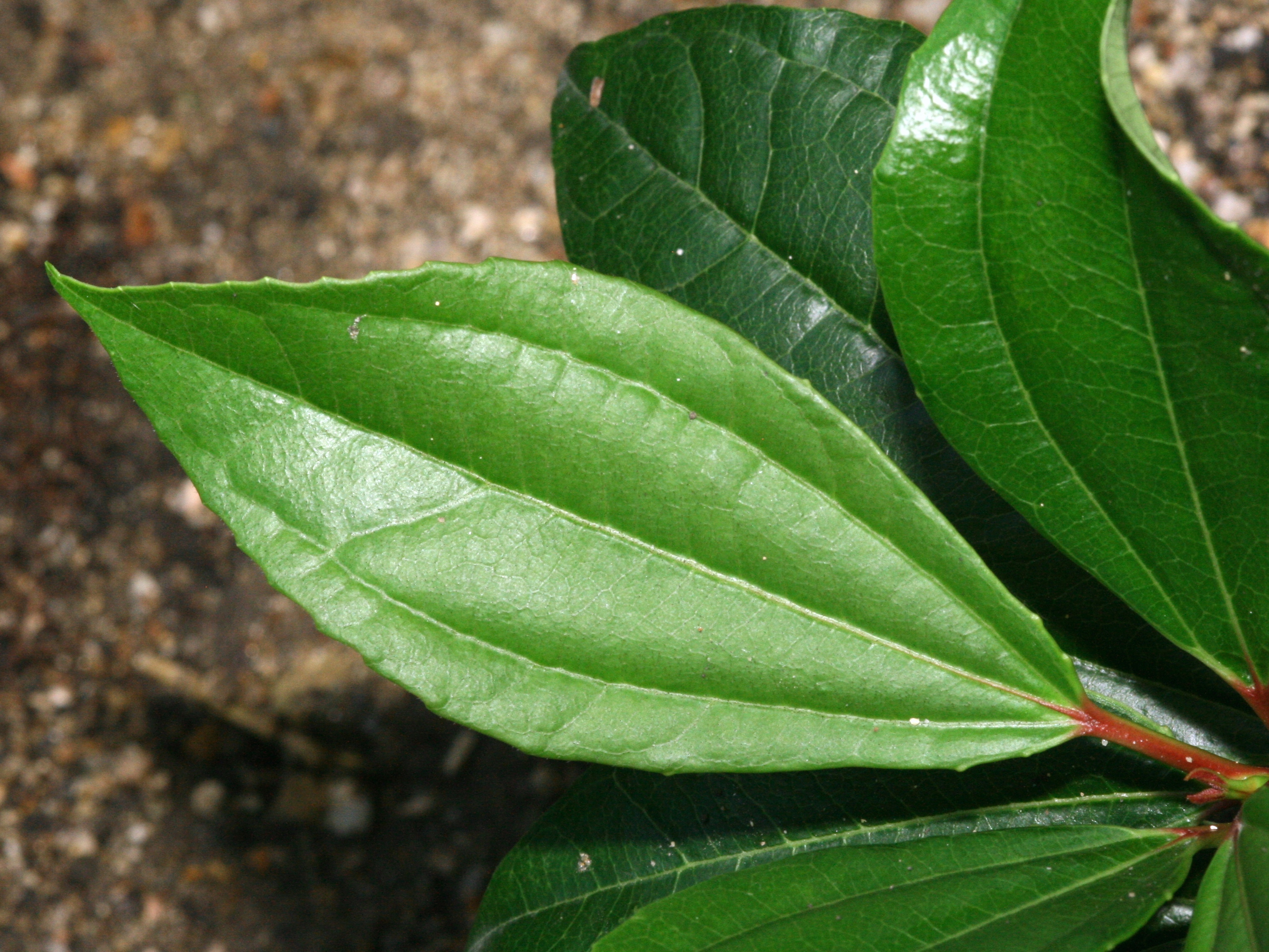
List kaliny Davidovy
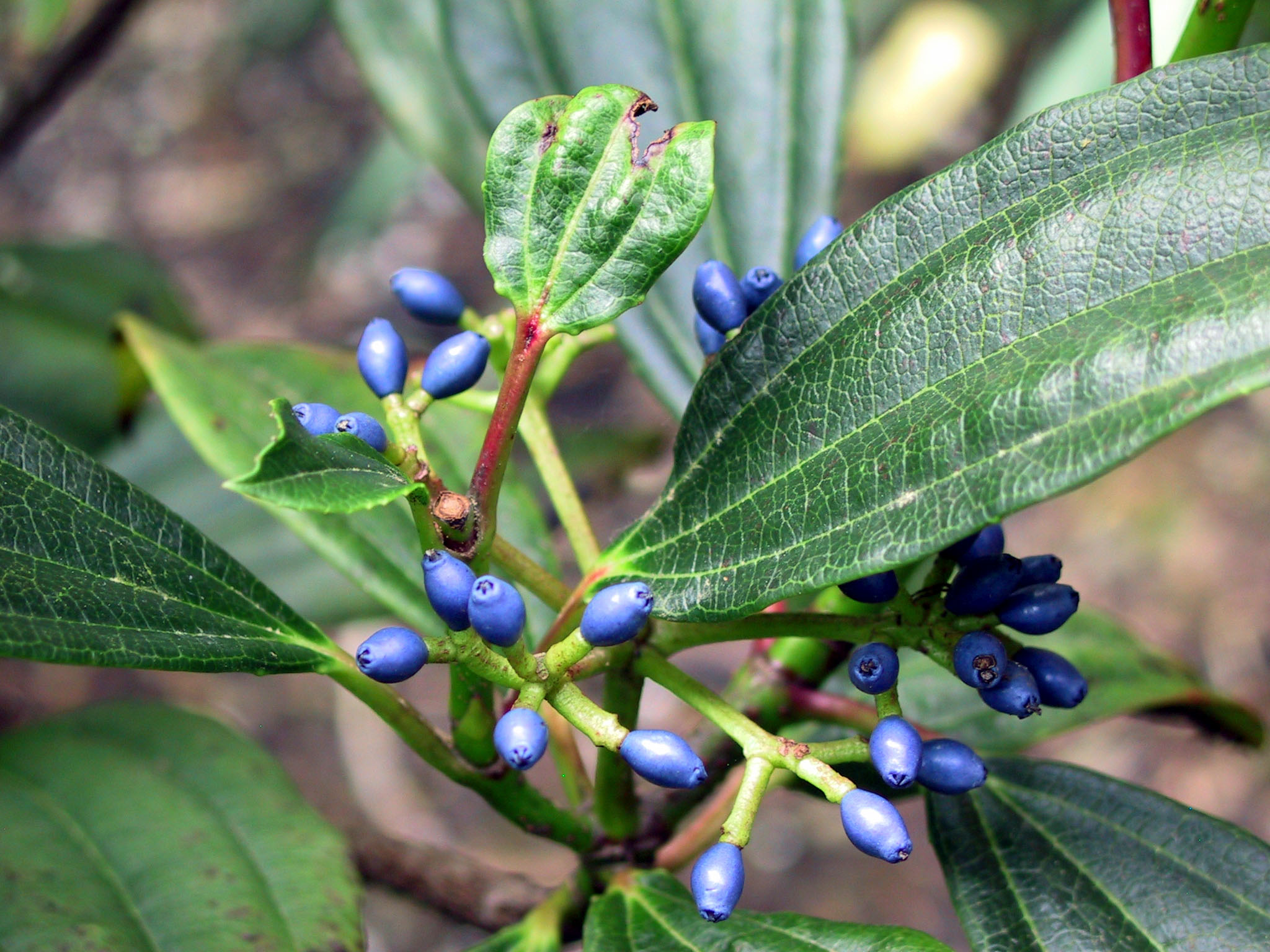
Zralé plody kaliny Davidovy
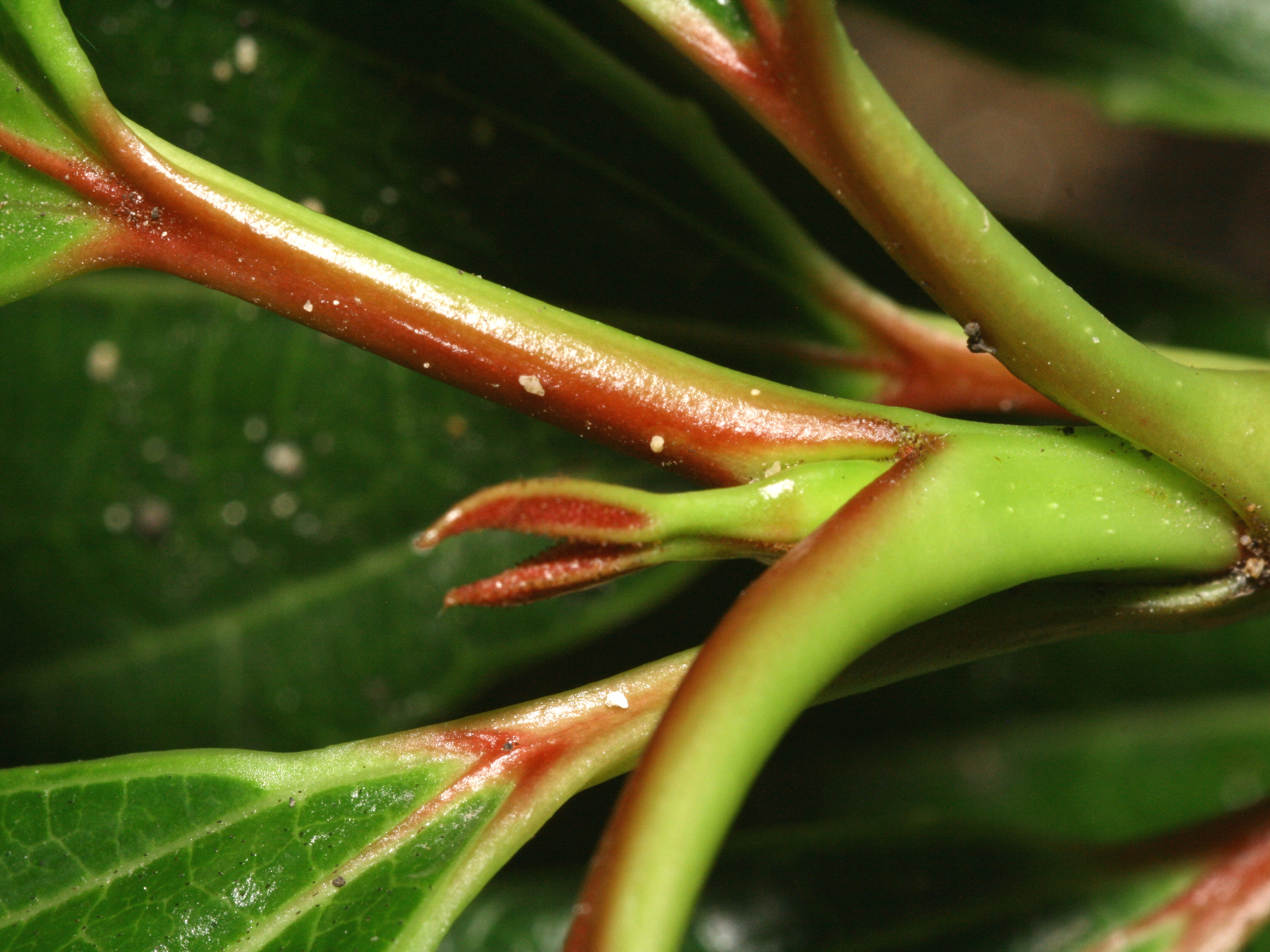
Detail větévky kaliny Davidovy

## Využití
Kalina Davidova je pěstována poměrně zřídka. Nápadná je především v podzimním období vrcholíky modrých plodů na červenavých stopkách. Je uváděna např. ze sbírek Dendrologické zahrady v Průhonicích.

## Pěstování
Tento druh vyžaduje polostinné chráněné stanoviště a na zimu je vhodný lehký kryt. Množí se podobně jako jiné stálezelené kaliny polovyzrálými letními řízky, sbíranými v srpnu a září.